# 道德與立法原則概論
《道德與立法原則概論》（英文：An Introduction to the Principles of Morals and Legislation）是一本書倫理學與法律哲學書籍，由邊沁完成，於1789年首次公開出版。邊沁於此書中，主張效益主義，並將效益主義應用于所有與行動有關的領域，例如社會、政治與法律等等。

## 內容
「自然將人類置於兩個主權者，即痛苦與快樂的管治之下。只有此兩者指出了，我等應該做什麼、將會做什麼。對錯標準、因果關係，皆緊扣於此兩者之寶座。此兩者管治一切我等所做、所言、所思：一切我等可以做之氣力，力圖擺脫受到此兩者管治，皆將會表明與證實此一點。」（邊沁《道德與立法原則概論》，第一章）
邊沁於此書闡述，快樂與痛苦區分出道德價值，並主張效益主義，以「效益原則」為道德基礎。「效益」就是受牽涉者的「快樂」。當行為傾向於增加「效益」，而不是減少「效益」，就是「對」。
計算效益數量與行為傾向方面，邊沁提出七個指標：「強度」、「持續時間」、「確定或者不確定」、「鄰近或者遙遠」、「產度」、「純度」與「廣度」。「強度」、「持續時間」、「確定或者不確定」、「鄰近或者遙遠」屬於快樂或痛苦的特徵，用來計算個人的快樂或者痛苦數量。「產度」與「純度」屬於行為的特徵，用來算行為傾向於帶來快樂抑或痛苦。「產度」就是帶來相同感情的機會，例如快樂帶來快樂，痛苦帶來痛苦。「純度」就是不帶來相反感情的機會，例如快樂不帶來痛苦，痛苦不帶來快樂。「廣度」，就是受牽涉者的數量。
計算步驟就是先計算「廣度」，然後計算行為對所有受牽涉者在最初時間，所造成的快樂與痛苦的數量。之後，計算在最初時間之後，行為對所有受牽涉者所造成的快樂與痛苦的數量，即快樂的「產度」、「純度」，與痛苦的「產度」、「純度」。最後，總結所有快樂與痛苦的數量。如果在總數量中，快樂較多，那行為就傾向於善。如果於總數量中，痛苦較多，那行為就傾向於惡。
此外，邊沁在第十七章中，主張動物利益在道德上可能的重要性。